# Station Częstochowa Stradom
Station Częstochowa Stradom is een spoorwegstation in de Poolse plaats Częstochowa.